# تپه قاضی خان
تپه قاضی خان در شهرستان بانه، بخش مرکزی، دهستان شوی، روستای قایی برد واقع شده و این اثر در تاریخ ۱۵ دی ۱۳۸۷ با شمارهٔ ثبت ۲۴۲۴۱ به‌عنوان یکی از آثار ملی ایران به ثبت رسیده است.